# ميخائيل إس. تومسون
ميخائيل إس. تومسون (بالإنجليزية: Michael S. Thompson)‏ هو نحال أمريكي، ولد في 1948 في ويتشيتا في الولايات المتحدة.